# Cerdanya (Landschaft)

Historische Flagge der Cerdanya

Heutige administrative Grenzen der Region Cerdanya (hellblau: Hochcerdanya, dunkelblau: Niedercerdanya)

Die Cerdanya (französisch Cerdagne, spanisch Cerdaña) ist ein weites Hochtal in den östlichen Pyrenäen, das historisch eine der katalanischen Grafschaften, die Grafschaft Cerdanya, bildete und seit dem Pyrenäenfrieden 1659 zwischen Frankreich und Spanien geteilt ist.
Die Cerdanya hat eine Fläche von 1086 Quadratkilometern, von denen 50,3 Prozent auf das spanische und 49,7 Prozent auf das französische Staatsgebiet entfallen. Im Jahr 2001 hatte die Cerdanya etwa 26.500 Einwohner (53,4 Prozent auf spanischem, 46,6 Prozent auf französischem Gebiet), was eine Bevölkerungsdichte von 24 Einwohnern pro Quadratkilometer ergibt. Das einzige städtische Gebiet in der Cerdanya ist das grenzüberschreitende Gebiet von Puigcerdà-Bourg-Madame mit 10.900 Einwohnern im Jahr 2001 (41 Prozent der Bevölkerung der Cerdanya).
Der nördliche, französische Teil der Cerdanya, katalanisch Alta Cerdanya (‚Hohe Cerdanya‘), französisch Cerdagne française benannt, bildet innerhalb Frankreichs keine eigene Verwaltungseinheit, sondern ist Teil des französischen Départements Pyrénées-Orientales.
Aufgrund seiner Lage südlich der Hauptwasserscheide liegt dieser Winkel Frankreichs als einziger geographisch auf der Iberischen Halbinsel. Das Wetter dieses Hochtals zeichnet sich durch eine sehr hohe relative Sonnenscheindauer aus und deshalb wurde hier bei Font-Romeu-Odeillo-Via im Jahr 1962 der Sonnenofen von Odeillo, ein Solarschmelzofen mit bis zu einem Megawatt thermischer Leistung und die weltweit größte Anlage ihrer Art, errichtet.
Der südliche, spanische Teil der Cerdanya bildet heute die katalanische Comarca Cerdanya, die inoffiziell oft auch als Baixa Cerdanya (‚Niedere Cerdanya‘) bezeichnet wird.
Das weite Hochtal am Oberlauf des Segre ist ein einzigartiger Naturraum und im kleineren Maßstab für die Pyrenäen das, was das Engadin für die Alpen darstellt, wenn auch ohne Seen. Auch hier leben anteilig viele Prominente, insbesondere in Font-Romeu-Odeillo-Via und Bolvir. In letzterem Örtchen, mit königlichem Golfclub ausgestattet und in der Nähe des Cerdanya-Flugplatzes, haben Popsängerin Shakira und Fußballspieler Piqué seit 2016 ein Chalet.

## Quelle
- Philippe Conrad, Les origines de la Catalogne, de la marche d'Espagne carolingienne au comté de Barcelone sur Clio.net